# Gymnoschoenus
Gymnoschoenus es un género de plantas herbáceas de la familia de las ciperáceas. Comprende 3 especies descritas y de estas, solo 2 aceptadas.

## Taxonomía
El género fue descrito por Christian Gottfried Daniel Nees von Esenbeck y publicado en Annals and Magazine of Natural History 6: 47. 1841. La especie tipo es: Gymnoschoenus adustus Nees. 

## Especies aceptadas
A continuación se brinda un listado de las especies del género Gymnoschoenus aceptadas hasta febrero de 2014, ordenadas alfabéticamente. Para cada una se indica el nombre binomial seguido del autor, abreviado según las convenciones y usos.   

## Especies
- Gymnoschoenus anceps (R.Br.) C.B.Clarke
- Gymnoschoenus sphaerocephalus (R.Br.) Hook.f.